# Paisatge fractal

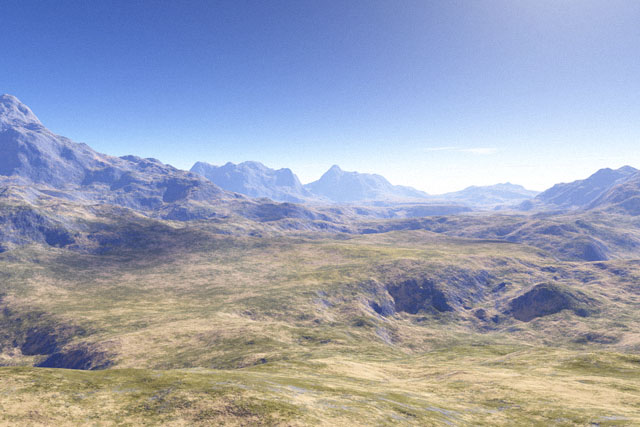
Un exemple de paisatge fractal.

Un paisatge fractal és un paisatge generat computacionalment de manera que, fins a cert grau, no es perd definició en acostar-se o ampliar el terreny. Es genera utilitzant una tècnica anomenada subdivisó espacial, tot i que alternativament es pot recrear utilitzant síntesi de freqüències per imitar el mateix efecte amb un cost computacional menor. La seva dimensió topològica és una fracció entre 2 i 3.

## Tècniques per obtenir paisatges fractals

### Subdivisió espacial

Subdivisió espacial triangular.

La idea de la subdivisió espacial és bastant simple. Si considerem un requadre al pla, se li aplica el següent procediment:
- Subdivisió del requadre en quatre graelles similars. Amb això s'obtenen cinc vèrtexs; els quatre del requadre original i un de nou al mig.
- Lleugera pertorbació vertical a l'atzar de cadascun dels vèrtexs, utilitzant un generador de nombres pseudoaleatoris.
- Repetició del procés per cada nou requadre, disminuint la pertorbació a cada iteració.

Es poden definir diferents paràmetres per controlar la generació del terreny:
- Índex del generador de nombres pseudoaleatoris (seed), de manera que per un mateix índex sempre s'obté el mateix terreny.
- Rugositat. És el factor al qual les pertorbacions es van reduint a cada iteració.
- Pertorbació inicial. Defineix l'alçada general del terreny.
- Nombre d'iteracions. Defineix el nivell de detall del terreny.

A més, es pot utilitzar un gradient de soroll per suavitzar la generació de valors a l'atzar, per exemple el soroll Perlin.
Existeixen variants d'aquest mètode, per exemple la subdivisió espacial triangular, que parteix d'un triangle en comptes d'un quadrat. Tot i això, el procediment és molt similar.

### Síntesi de freqüències
La síntesi de freqüències es basa en la observació de que moltes formes naturals tenen espectres de freqüències propers a {\displaystyle 1/f^{p}}, és a dir, els seus espectres cauen com la inversa d'alguna potència de la freqüència en què la potència està relacionada amb la dimensió fractal. El procediment del mètode basat en aquest principi parteix d'un soroll blanc el qual es transforma amb FFT a un domini de freqüència, després l'espectre resultant se l'escala utilitzant la funció {\displaystyle 1/f^{p}} i finalment s'inverteix la transformació aplicant el teorema de la inversió de Fourier.
Un avantatge d'aquest procés és que degut a com s'aplica la transformació, el terreny resultant es pot repetir a cada costat sense que hi hagi talls.